# یواس‌اس کنتون (ای‌پی‌ای-۱۲۲)

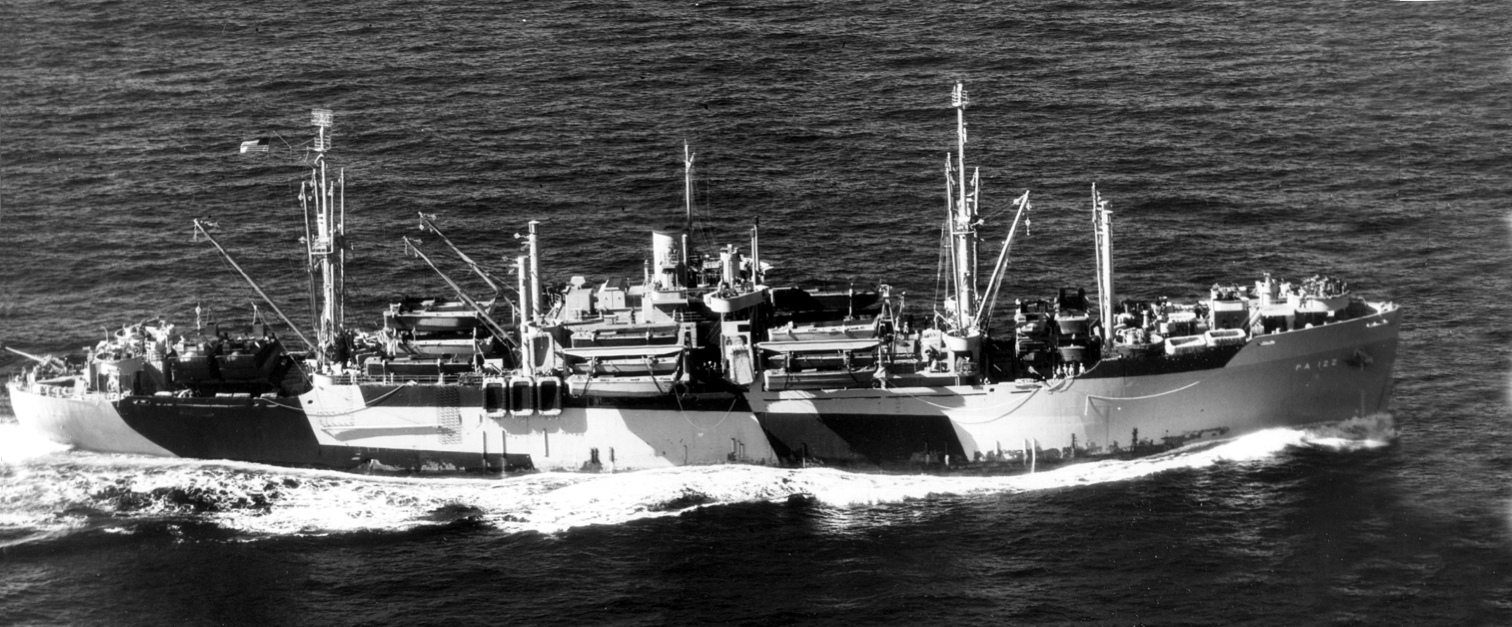
ناو حمل و نقل تجهیزات حمله نیروی دریایی ایالات متحده USS Kenton در 15 نوامبر 1944 در دریا در حال حرکت است. برای استتار، طرح 4T نقاشی شده است. عکس توسط یک اسکادران گرفته شده است

یواس‌اس کنتون (ای‌پی‌ای-۱۲۲) (به انگلیسی: USS Kenton (APA-122)) یک کشتی بود که طول آن ۴۵۵ فوت (۱۳۹ متر) بود. این کشتی در سال ۱۹۴۴ ساخته شد.